# Kasteel van Teuven
Het kasteel van Teuven, ook bekend onder de namen De Draeck, De Hoef en De Hoof, is een kasteel in de Belgische gemeente Voeren in Limburg. Het is gelegen ten noorden van Teuven in de buurt van de Gulp.
Het kasteel is U-vormig met een hoektoren op de westhoek. De open zijde van het kasteel is gericht naar de kasteelhoeve die ten zuidoosten van het gebouw gelegen is. Deze hoeve is ook U-vormig en heeft eveneens de open zijde naar het kasteel gericht. Vroeger waren beide delen met elkaar verbonden via een nog bestaande bakstenen brug over de thans gedempte gracht. Op de plaats waar ooit (een deel van) de gracht lag werd er een vijver aangelegd. De gebouwen zijn opgetrokken in baksteen en hebben twee bouwlagen onder zadeldaken en schilddaken. De toren heeft een mansardedak.

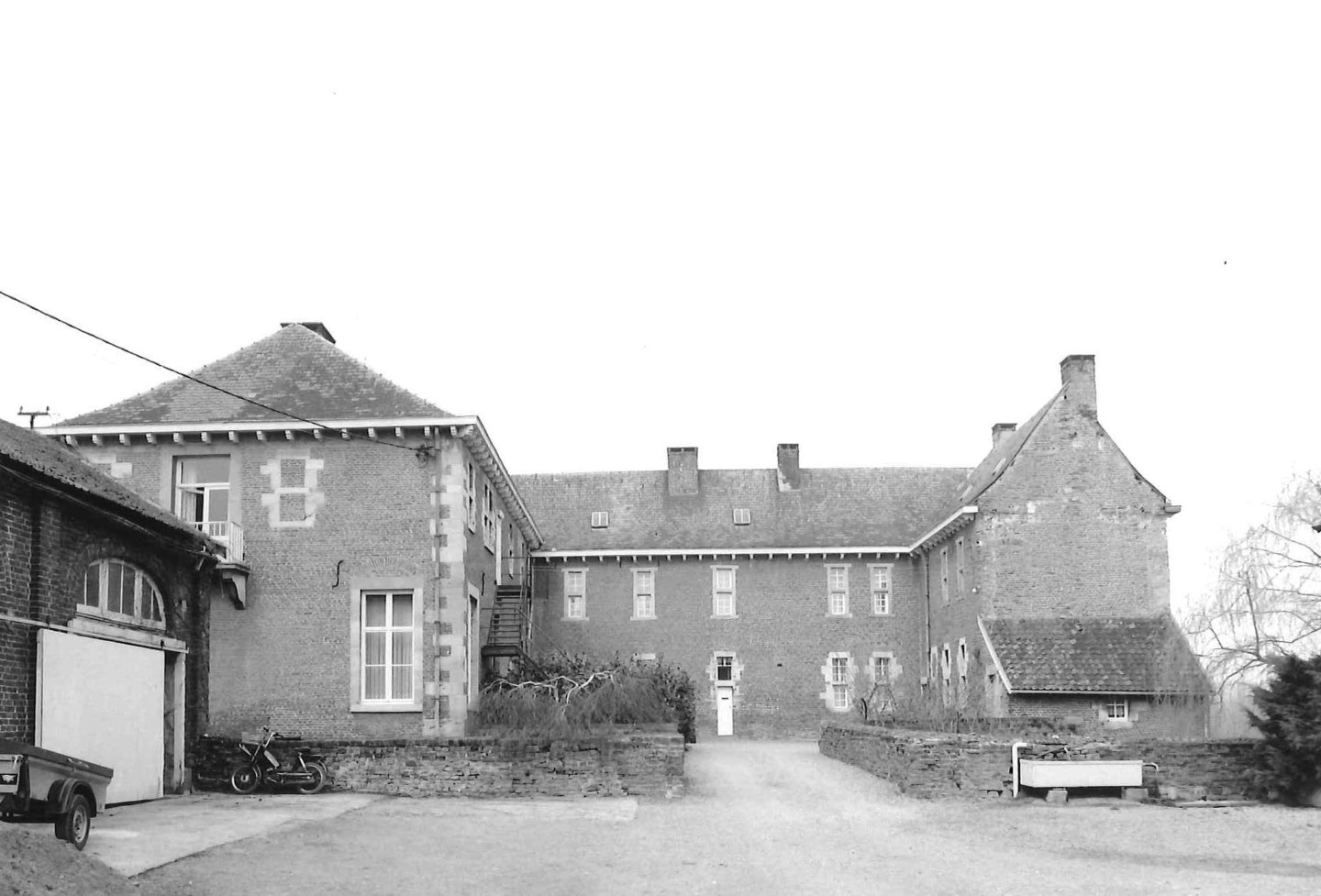
Binnenzijde van het kasteel.

De huidige bakstenen hoeve stamt uit het eind van de 19e eeuw en het begin van de 20e eeuw. In de zuidwestvleugel bevindt zich de oorspronkelijke 17e-eeuwse bakstenen inrijpoort, een rondboogpoort met posten van gebouchardeerde kalksteen. De hoeve wordt gedekt door zadeldaken.

## Geschiedenis
Het kasteel en de heerlijkheid Teuven hebben door de tijd verschillende eigenaren gekend, waaronder Mathilion (1370) en de families van Gronsveld, van Brempt (15e eeuw) en Draeck (begin 17e eeuw). Het kasteel dankt een van zijn namen aan deze familie.
Het huidige kasteel dateert uit het midden van de 17e eeuw, toen het de oorspronkelijke residentie op deze plaats van de heren van Teuven verving.
Tot circa 1864 was het kasteel omgracht.
In de 19e eeuw werd het kasteel aangepast, waarbij de voorgevel van de zuidwestvleugel uit deze periode stamt. In de hoektoren bevinden zich nog breukstenen fragmenten die van een ouder gebouw stammen.
Sinds 1985 is het kasteel eigendom van de Vlaamse Gemeenschap en wordt het gebruikt als hotel-restaurant.